# 31 км (селище)
31 км (рос. 31 км) — селище у складі Юргинського округу Кемеровської області, Росія.

## Населення
Населення — 70 осіб (2010; 82 у 2002).
Національний склад (станом на 2002 рік):
- росіяни — 89 %